# За все у відповіді
Про радянський художній фільм Георгія Натансона див. За все у відповіді (фільм, 1972)
«За все у відповіді» — радянський двосерійний художній телефільм 1978 року, знятий на Кіностудії ім. О. Довженка.

## Сюжет
Фільм про моральне становлення молодих робітників, взаємини поколінь. Головний герой фільму, Микола Олексійович Куриленко, працює майстром-наставником на заводі обчислювальних машин. Своїм учням він допомагає не тільки оволодіти основами майстерності, але й виплутатися зі складних життєвих колізій…

## У ролях
- Всеволод Сафонов — Микола Олексійович Куриленко
- Ельза Леждей — Зоя Василівна Зернова
- Борис Токарєв — Микита, син Зернової
- Євген Герасимов — Олег Волошин
- Світлана Кондратова — Ніна Петренко
- Людмила Чиншева — Надя, дочка Куриленка
- Микола Скоробогатов — Колесник, начальник цеху
- Анатолій Барчук — Міша Рожко
- Ольга Токарєва — Люда Рожко
- Віктор Демерташ — Куниця
- Галина Довгозвяга — Дорошенко
- Юрій Мажуга — Михайло Михайлович, батько Олега
- Алла Усенко — Євгенія Сергіївна, мати Олега
- Олександр Бєліна — Васильєв
- Вадим Захарченко — Георгій, батько Микити
- Геннадій Овсянников  — Сергій Анатолійович, бухгалтер заводу в Мар'їнську
- Леонід Марченко — член бригади Куриленка
- Лев Машлятін — Боровик
- Микола Досенко — Юрій Степанович, директор заводу в Мар'їнську
- Михайло Свєтін — Роман Гнідий, артист філармонії
- Олександр Ігнатуша — Жора
- Михайло Ігнатов — глядач в цирку
- Катерина Крупенникова — співачка в ресторані
- Ада Волошина — медсестра
- Микола Гудзь — м'ясник
- Зоя Михайлова — епізод
- Петро Філоненко — Філоненко, майор
- Олександра Данилова — учасниця зустрічі випускників
- Раїса Пироженко — епізод

## Знімальна група
- Режисери — Віталій Кондратов, Юлій Слупський
- Сценарист — Микола Омельченко
- Оператори — Олександр Пищиков, Костянтин Лавров
- Асисенти режисера: Г.Горичева, Н.Коган, Е.Слободенюк
- Асистенти оператора: Володимир Довгальов, А.Клопов
- Асистент художника: І.Конєва
- Композитор — Віталій Філіпенко
- Художник — Володимир Цирлін